# Trichopria verticillata
Trichopria verticillata är en stekelart som först beskrevs av Pierre André Latreille 1805.  Trichopria verticillata ingår i släktet Trichopria, och familjen hyllhornsteklar. Arten är reproducerande i Sverige.